# Brevet från Lillan
Brevet från Lillan är en visa av Evert Taube publicerad i sångsamlingarna Visor 1936 och Himlajord, 1938.
Visan handlar om hans dotter Ellinor Taubes (1930–1998) längtan efter sin far när han var bortrest till San Remo i Italien 1935. Enligt uppgift var det hans dotter som med hjälp av sin mamma Astri skrev ett brev som Evert Taube senare tonsatte.
Första versen inleds med raderna:
Pappa kom hem!

För vi längtar efter dej!

Kom innan sommarn är slut, lilla pappa!

Åskan har gått,

och om kvällen blir det mörkt,

stjärnorna syns nu på himlen igen.

## Inspelningar
Den första inspelningen av visan som gavs ut gjordes av Eva-Lisa Lennartsson i november 1937 och utkom på skiva i december samma år. Evert Taube själv spelade in sången i Milano i oktober 1937, och skivan utkom i december det året.